# Love Finds Andy Hardy
Love Finds Andy Hardy é um filme norte-americano de 1938. É uma comédia romântica, que conta a história de um adolescente que se envolve com três garotas ao mesmo tempo. O filme foi escrito por Vivien R. Bretherton e Ludwig William, dirigido por George B. Seitz e produzido por Carey Wilson.
Love Finds Andy Hardy é um dos filmes da série da família Hardy. Esse foi o primeiro dos três filmes coestrelados por Judy Garland para a série.

## Sinopse
Antes do natal, Betsy Booth vai para a casa da avó em  Carvel. Sua avó é vizinha do juiz Hardy. Betsy torna-se amiga de Andy Hardy e se apaixona por ele, mas  Andy tem uma namorada, a Polly, e fica dividido com a chegada de uma nova garota: Cinthya. Betsy fica triste por ser apenas melhor amiga dele.
No final, Andy acaba levando Betsy ao baile, por não encontrar nenhuma garota "sensacional". Ele fica impressionado com o número musical dela no baile. Andy, como acompanhante dela, ganha  destaque entre os garotos da escola.

## Elenco
| Ator/Atriz        | Personagem                       |
| ----------------- | -------------------------------- |
| Lewis Stone       | Juiz James K. Hardy              |
| Mickey Rooney     | Andy Hardy                       |
| Cecilia Parker    | Marian Hardy                     |
| Fay Holden        | Sra. Hardy                       |
| Judy Garland      | Betsy Booth                      |
| Lana Turner       | Cynthia Potter                   |
| Ann Rutherford    | Polly Benedict                   |
| Mary Howard       | Sra.. Tompkins                   |
| Gene Reynolds     | Jimmy MacMahon                   |
| Don Castle        | Dennis Hunt                      |
| Betty Ross Clarke | Tia Milly                        |
| Marie Blake       | Augusta                          |
| George Breakston  | Francis Bacon Anderson ("Beezy") |
| Raymond Hatton    | Peter Dugan                      |
| Frank Darien      | Bill, coletor                    |

## Trilha sonora
- In-Between (Judy Garland)

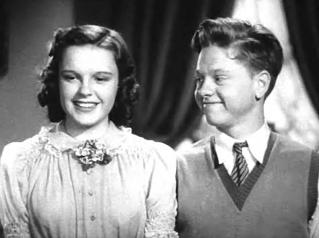
Judy Garland e Mickey Rooney

- It Never Rains But What It Pours (Judy Garland)
- Meet the Beat of My Heart (Judy Garland)
- Bei Mir Bist du Schon (Judy Garland)